# Бокки, Фаустино
Бокки, Фаустино (ит. Faustino Bocchi; род. 17 июня 1659, Брешия — 27 апреля 1741, Брешия) — итальянский художник.

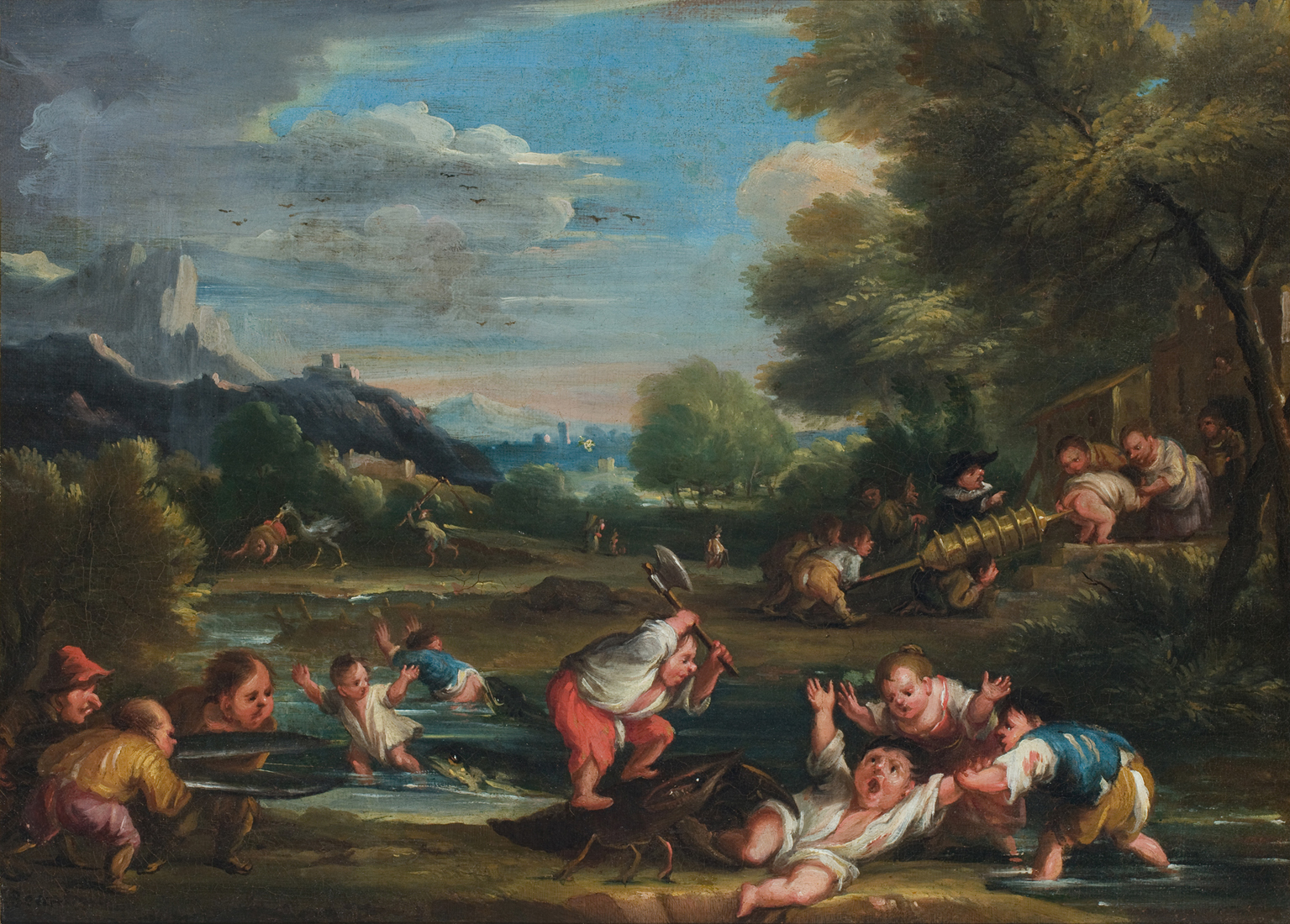
Фаустино Бокки. Нападение краба. Падуя, Городской музей.

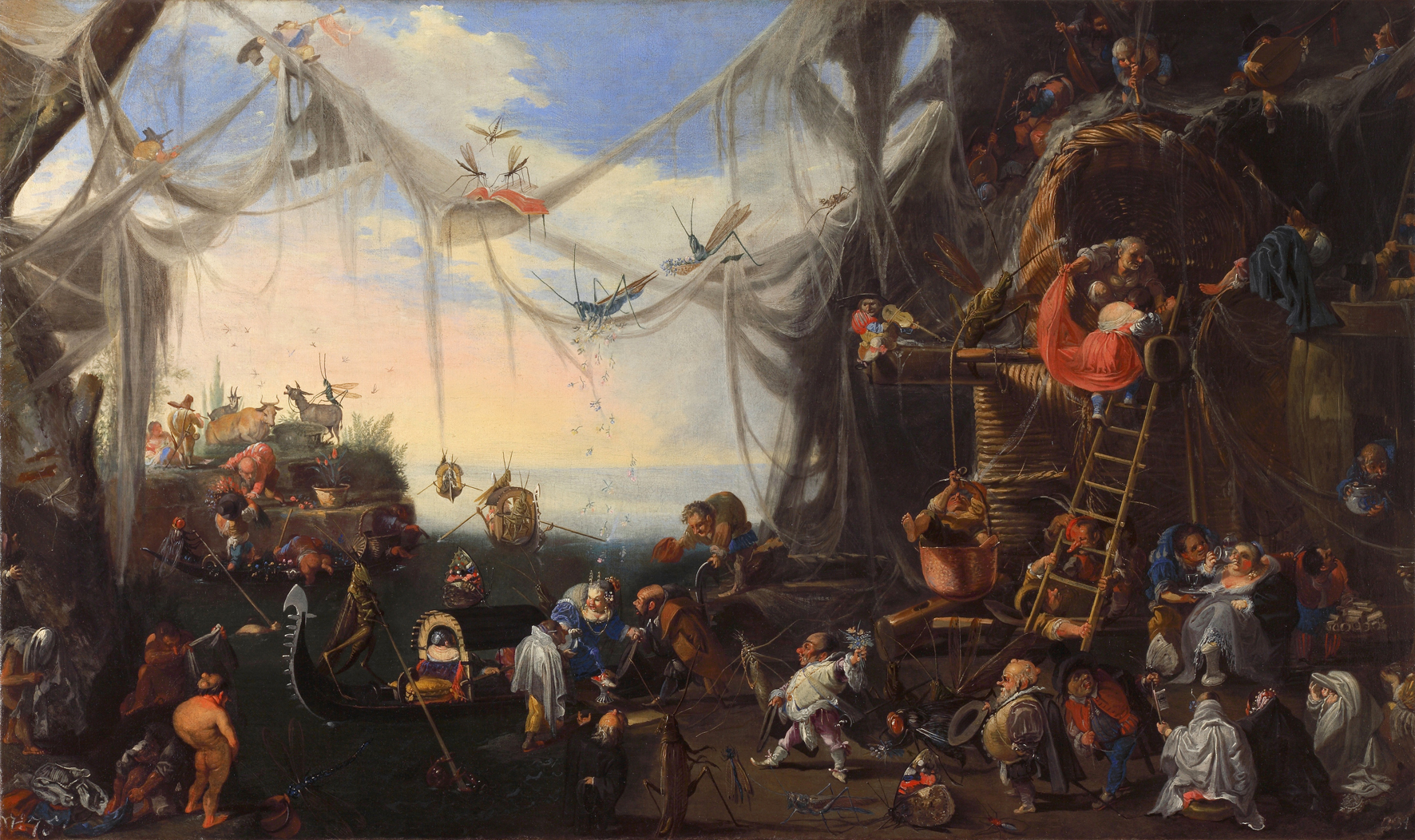
Фаустино Бокки. Прибытие супруги. Частное собрание.

## Биография и творчество
Сведения о жизни Фаустино Бокки неполны и противоречивы. Он родился 17 июня 1659 года в Брешии в семье Джакомо и Джулии Файони. Согласно традиционным данным, Бокки обучался живописи у Анджело Эверарди по прозвищу «Фламмингино», которое тот получил за превосходное знание фламандской живописи и следование в своих картинах урокам Иеронима Босха. Эверарди описывают также как мастера трёх жанров: изображения фигур, изображения баталий и изображения дураков. По другим данным, Фаустино начинал у художника Карло Бачокки и только потом, после кончины в Бачокки в 1678 году, перешёл к Эверарди. По одним сведениям Бокки всю жизнь прожил в Брешии, по другим, выезжал во Флоренцию и какое-то время работал при флорентийском дворе (доказательством чему служат три его картины из Галереи Питти). Точно известно лишь то, что свою долгую жизнь Бокки прожил сибаритом, любившим проводить время среди приятных философских бесед под аккомпанемент арфы, на которой он сам превосходно играл.
Стиль и тематика его картин сложились из разных источников. Вероятно, он был знаком с работами Иеронима Босха (гравюры с его картин были в ходу в XVII веке). Другим источником вдохновения были карикатурные рисунки его флорентийского предшественника Баччо дель Бьянко, с которыми он мог познакомиться у своего современника Пьера Леоне Гецци, и сатирические гравюры Жака Калло. В итоге Бокки создал свой оригинальный жанр, в котором он изображал лилипутов в самых комических ситуациях задолго до того, как Джонатан Свифт написал своего «Гулливера в стране лилипутов» (книга была впервые издана в 1726 году, когда Бокки было уже 67 лет).
Хронологическая реконструкция его творчества крайне затруднена тем, что на картинах художника отсутствуют даты. Ему принадлежат изображения двух святых и несколько религиозных сцен из разрушенной церкви делла Пьета ди Брешия, а также небольшие квадратные картины с историями из жития св. Бенедикта — все эти произведения исполнены в классическом стиле, но в тяжелых, тёмных тонах (эти работы, представлявшие церковный ансамбль, в своё время были разобраны и разошлись по разным коллекциям). Найденные в 1980-х годах платёжные документы позволили точно датировать одну работу Бокки — изображение св. Марка из церкви делла Карита (1726г). Плата, полученная за неё приблизительно того же уровня, как у Пьетро Авогадро, Джузеппе Тортелли и Антонио Палья — это может свидетельствовать о том, что как исполнитель религиозных произведений Бокки не пользовался большим почётом.
Несмотря на то, что Фаустино Бокки был учеником баталиста Эверарди, идентифицировать его работы в батальном жанре крайне трудно. Самую большую известность ему принесли картины с изображениями лилипутов, имевшие успех в области Венето и прославившие его. Этот жанр, ведущий своё начало из фламандской живописи, основанный на фантазии и снах, рассматривался одними, как художественное трюкачество, другими, как нечто вульгарное. Тем не менее, эти гротескные картины имели успех у богатой буржуазии. Поскольку большая часть картин Бокки находится в частных собраниях, их полный каталог не составлен до сих пор, известно лишь, что их более семидесяти.
Произведения Фаустино Бокки находятся в Галерее Питти, Флоренция (три работы), в Пинакотеке Тозио Мартиненго в Брешии («Незваный гость», «Охота на цыплёнка»), в Музее Брено («Лилипуты, зажигающие огонь»), в Дирекции галерей Милана (шесть картин на разные темы), в Городском музее Падуи («Карлик в ловушке», «Больной перед Паном», «Красный попугай» и «Нападение краба»), в ГМИИ им. Пушкина, Москва («Аллегория Вкуса», «Аллегория Слуха»), в Национальном музее, Варшава («Охота на цыплёнка», «Варка макарон», «Забота о дрозде», «Танцы карликов у реки») и во многих итальянских частных коллекциях.

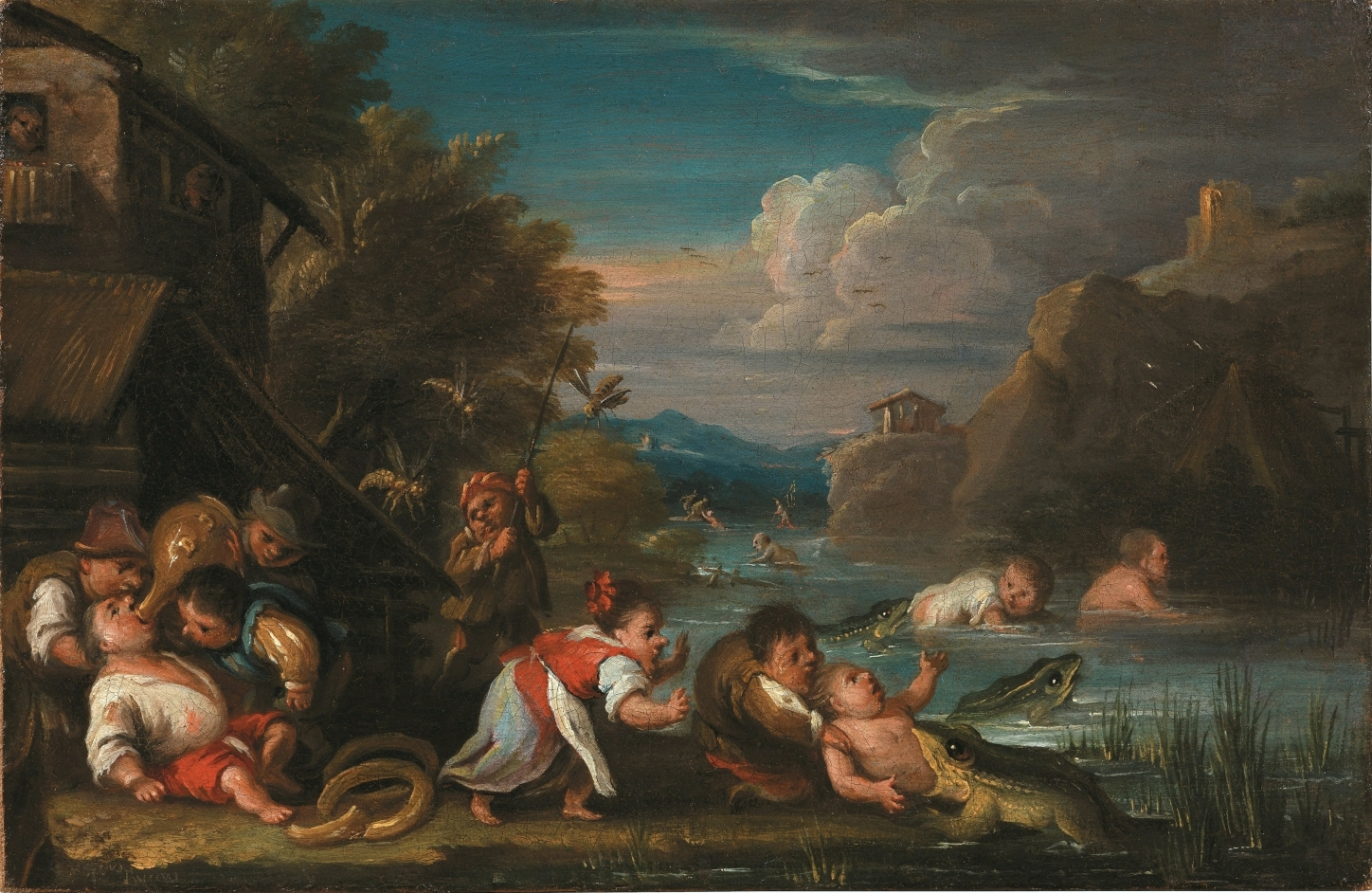
Фаустино Бокки. Лето, ок. 1690-95гг, Галерея Питти, Флоренция
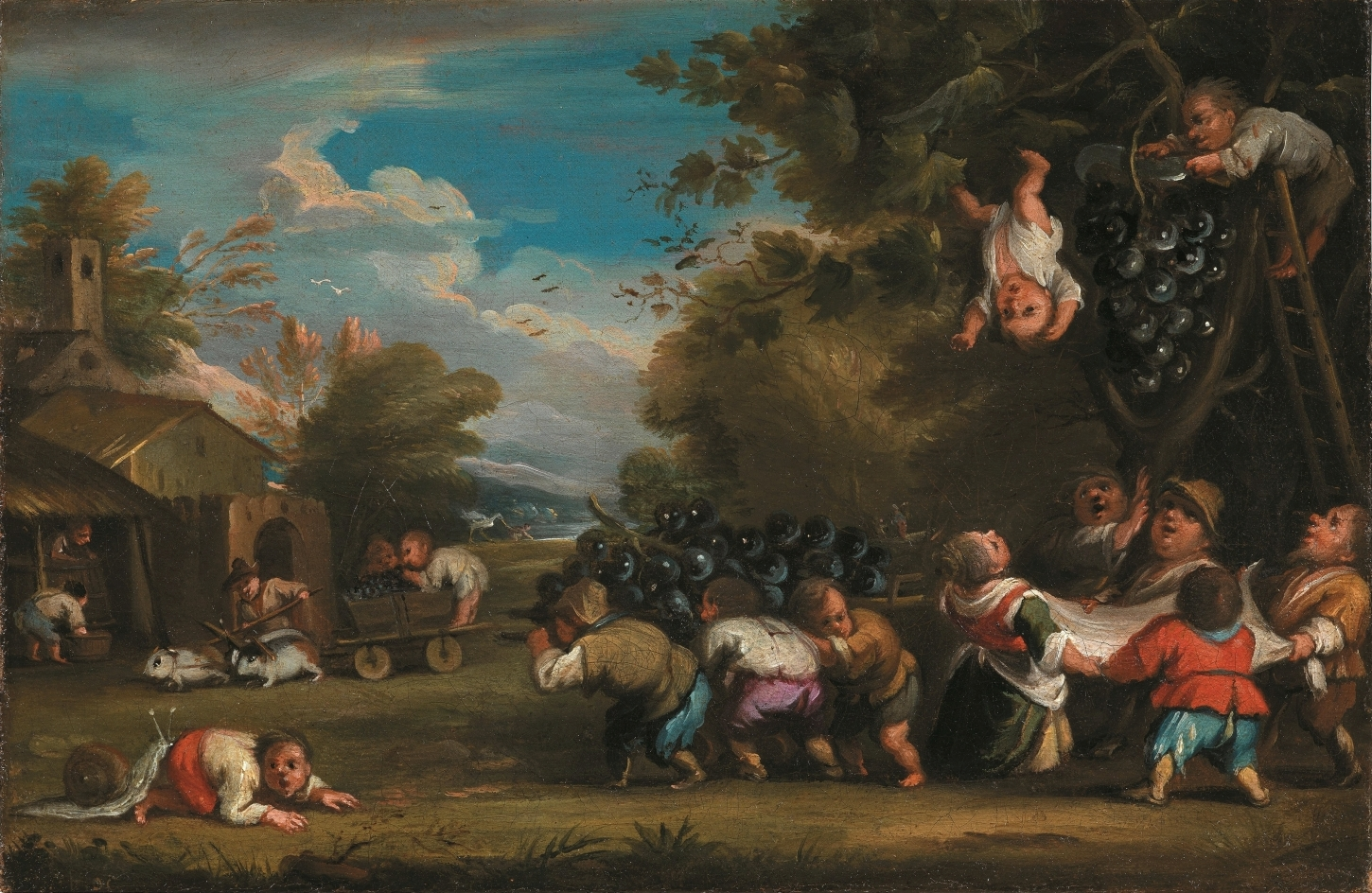
Фаустино Бокки. Осень, ок. 1690-95гг, Галерея Питти, Флоренция
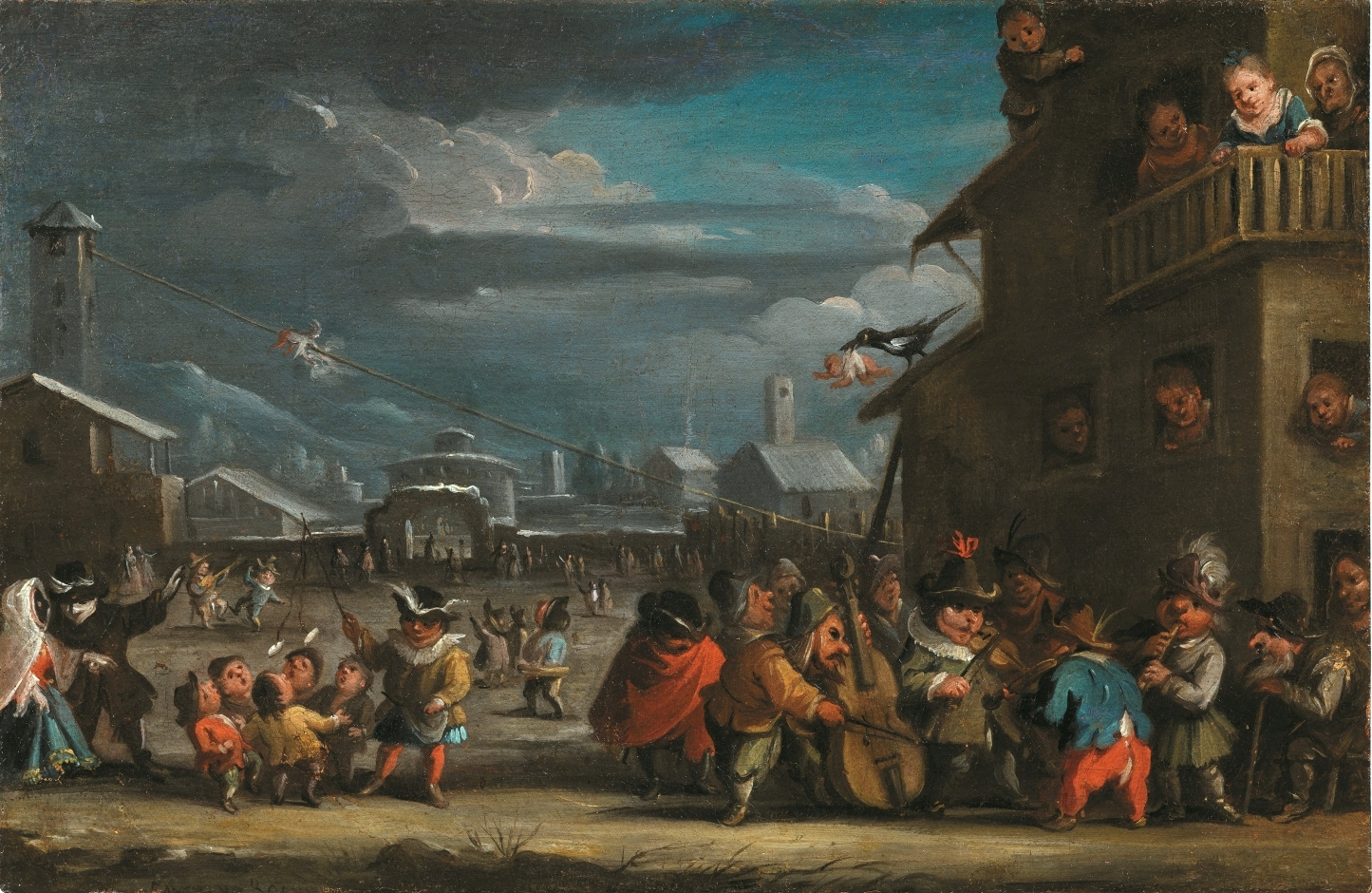
Фаустино Бокки. Зима. ок. 1690-95гг, Галерея Питти, Флоренция
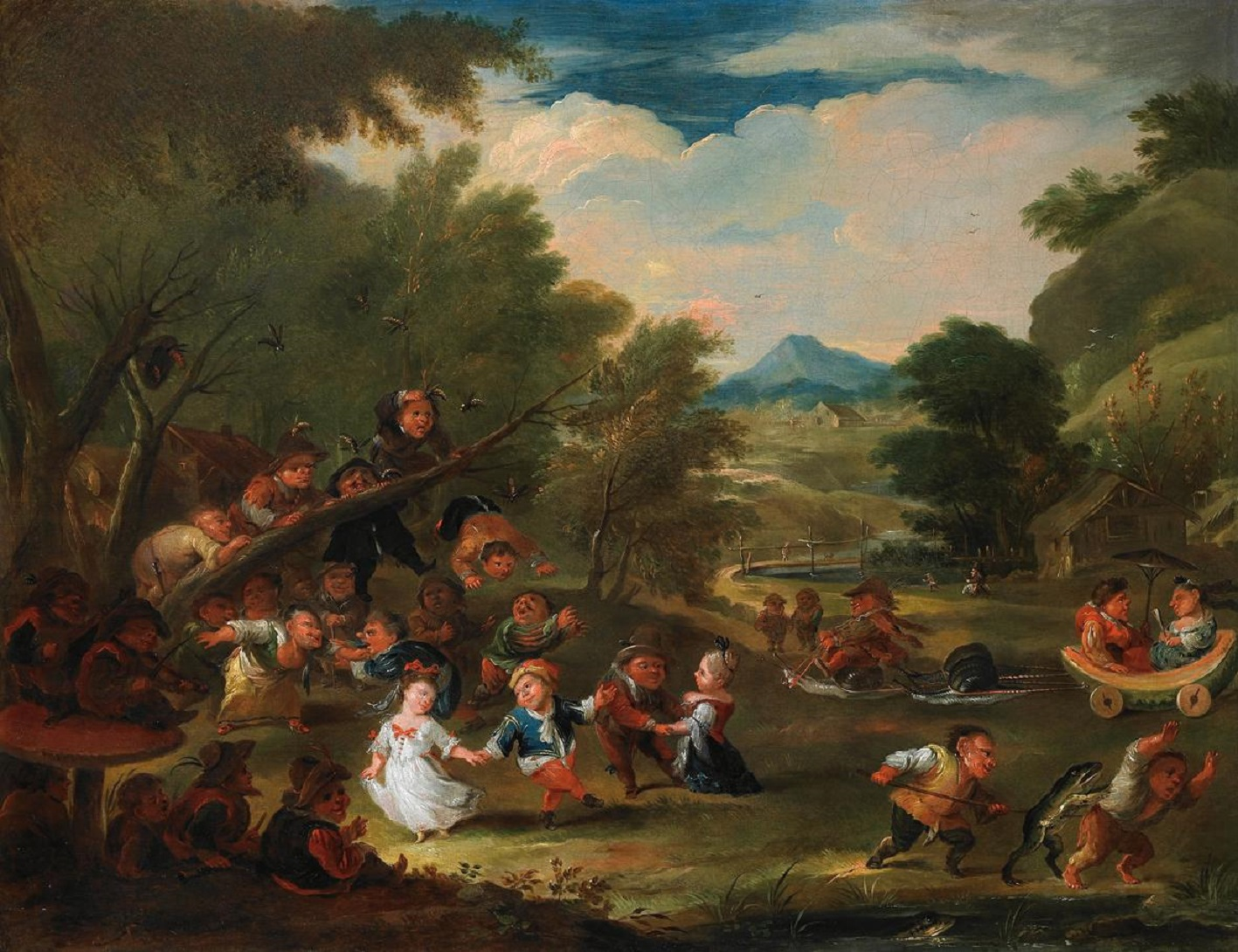
Фаустино Бокки. Вечеринка после свадьбы. Бергамо, частное собрание.